# Pamacocack
Pamacocack (Mattawomen).- Jedna od lokalnih skupina Conoy Indijanaca nastanjeni prvih godina 17. stoljeća uz Mattawomen Creek i Quantico Creek u sadašnjem okrugu Prince William u Virginiji. Na mapi Johna Smitha (1608), njihovo glavno selo Nussamek nalazilo se Sandy Pointu. -na svome područj u Pamacocacki su ostali sve do 1735. godine. Ovo pleme po svoj prilici nije nesatalo, a njihovi potomci mogli bi biti današnji Piscataway Indijanci nastanjeni u južnom Marylandu. 